# Hermann von Hornstein

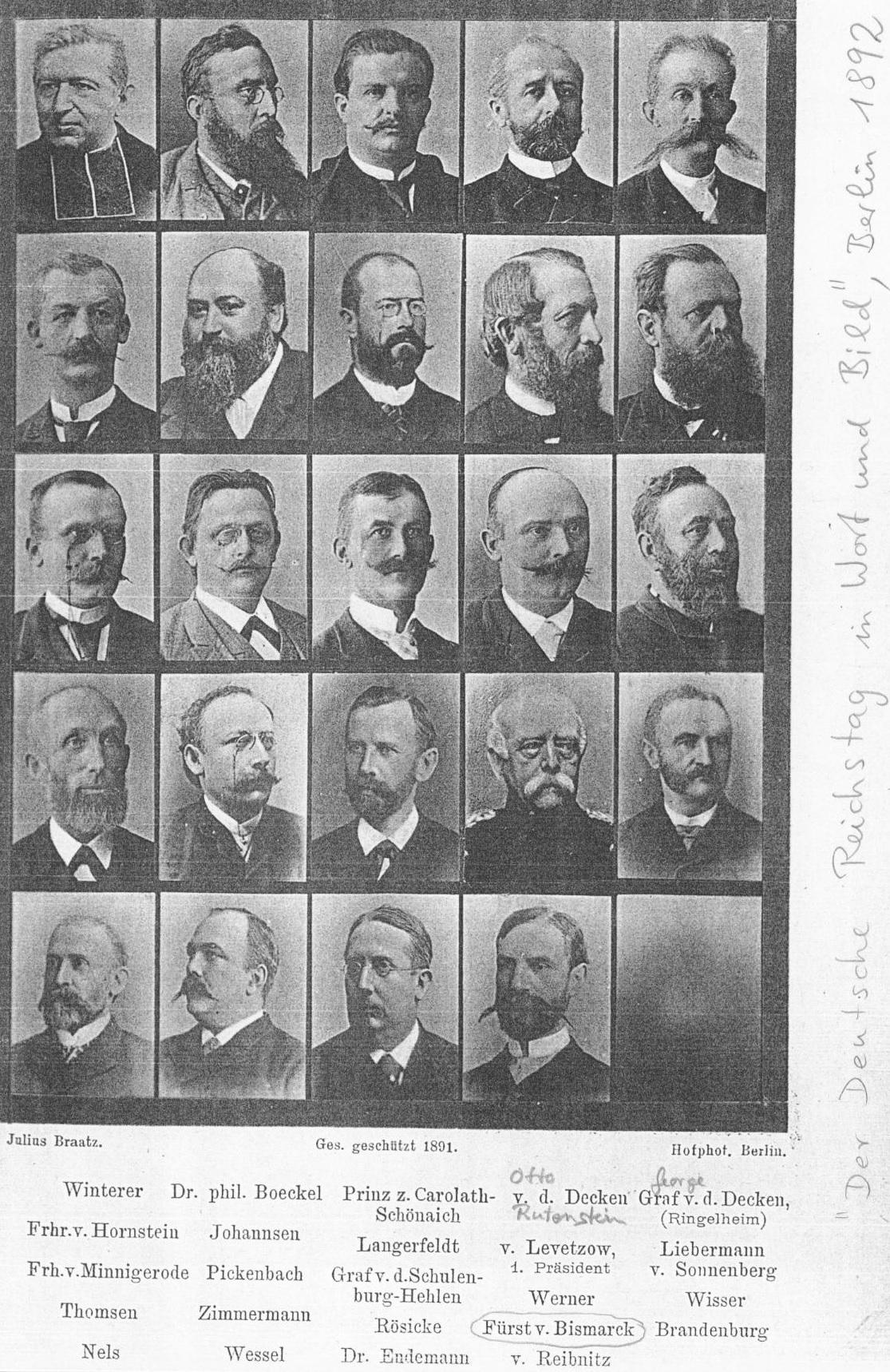
Der deutsche Reichstag in Wort und Bild von Julius Braatz 1892 – links in der zweiten Zeile Hermann von Hornstein. Unter den weiteren Reichstagsabgeordneten befindet sich auch Otto von Bismarck.

Hermann Freiherr von Hornstein-Hohenstoffeln-Binningen (* 8. Oktober 1843 in Binningen; † 13. Oktober 1893 in Konstanz) war Gutsbesitzer und Mitglied des Deutschen Reichstags.

## Leben
Hermann von Hornstein besuchte das Gymnasium und Lyceum in Konstanz und die Universitäten Freiburg, Heidelberg, Graz und die Akademie Hohenheim. Zunächst war er Forstpraktikant in Sigmaringen und bewirtschaftete dann das väterliche Gut. Seit 1873 betrieb er die Land- und Forstwirtschaft auf seinem Gut in Binningen bei Hilzingen.
Er begründete eine Molkereischule, engagierte sich in einem Ortsviehversicherungsverein auf Gegenseitigkeit und in Konsumvereinen. Weiter war er Mitglied der Bezirksdirektion, des Gauausschusses und Zentralausschusses des landwirtschaftlichen Vereins und des Ausschusses des Landespferdezuchtvereins im Großherzogthum Baden. Außerdem war er Ersatzmann im Deutschen Landwirtschaftsrat und Mitglied des Kreisausschusses des Kreises Konstanz.
Ab 1884 war er Mitglied der 1. Badischen Ständekammer und von 1884 bis zu seinem Tode war er Mitglied des Deutschen Reichstags für den Wahlkreis Großherzogtum Baden  2 (Donaueschingen, Villingen). Zwar gehörte von Hornstein zur Deutschkonservativen Partei, da er jedoch in dem Wahlkreis stets als gemeinsamer Kandidaten der Konservativen und der Nationalliberalen nominiert wurde, blieb er im Reichstag fraktionslos.